# Liste der Kulturdenkmäler in Wollmerath
In der Liste der Kulturdenkmäler in Wollmerath sind alle Kulturdenkmäler der rheinland-pfälzischen Ortsgemeinde Wollmerath aufgeführt. Grundlage ist die Denkmalliste des Landes Rheinland-Pfalz (Stand: 21. September 2023).

## Einzeldenkmäler
| Bezeichnung                            | Lage                                | Baujahr         | Beschreibung | Bild                           |
| -------------------------------------- | ----------------------------------- | --------------- | --- | ------------------------------ |
| Wohnhaus                               | Auf der Burg 1 Lage                 | 18. Jahrhundert | Putzbau mit rundbogigem Kellerportal, 18. Jahrhundert, eventuell älter | BW                             |
| Kreuzwegstation                        | Hauptstraße, bei Nr. 1 Lage         | 19. Jahrhundert | Kreuzwegstation, Basalt, Bildstockform, 19. Jahrhundert | BW                             |
| Wegekapelle                            | Hauptstraße, bei Nr. 24 Lage        | 19. Jahrhundert | Wegekapelle, Basaltquaderbau, 19. Jahrhundert | BW                             |
| Pfarrhaus                              | Hauptstraße 31 Lage                 | 1719            | Pfarrhaus; Walmdachbau, bezeichnet 1719 | BW                             |
| Wohnhaus                               | Hauptstraße 40 Lage                 | 18. Jahrhundert | abgewalmter Mansarddachbau, 18. Jahrhundert | BW                             |
| Katholische Kirche St. Maria Magdalena | Kirchweg Lage                       | 1732            | romanischer Turm, barocker Saalbau, bezeichnet 1732; Gesamtanlage mit Friedhof; Friedhof mit Mauer: Kreuz, Sandstein; Kapelle, Basaltbruchstein; Kreuz und Grabplatten, 1721 und 18. Jahrhundert | weitere Bilder Fotos hochladen |
| Schulhaus                              | Kirchweg 5 Lage                     | 19. Jahrhundert | ehemalige Schule; Fachwerkbau, teilweise massiv oder verschiefert, 19. Jahrhundert | Fotos hochladen                |
| Wegekapelle                            | östlich des Ortes an der L 102 Lage |                 | Wegekapelle, Putzbau | BW                             |
| Heiligenhäuschen                       | südlich des Ortes an der L 102 Lage | 17. Jahrhundert | Heiligenhäuschen; darin: Trinitätsrelief mit Stifter, 17. Jahrhundert | Fotos hochladen                |